# فيكتور كوزين
فيكتور كوزين (بالروسية: Козин, Виктор Михайлович)‏ (من مواليد 22 فبراير 1953) هو مهندس في البحرية الروسية، مصمم سفن ومخترع طريقة جديدة لكبح الثلج icebreaking، استدعاء الأسلوب صدى الدمار الجليد. حصل على الأستاذية مساعد في العلوم التقنية (دكتوراه) للميكانيكا عمله من المواد الصلبة القابلة للتشوه في فلاديفوستوك في عام 1994. وأصبح أستاذا في عام 1996 وحصل على جائزة المخترع تكريم لقب الاتحاد الروسي في عام 2000. ومنذ عام 2008 فقد كان عضو في الأكاديمية الروسية للعلوم الطبيعية (RANS).
منحت Kozin على دبلوم من رئيس الأكاديمية الروسية للعلوم (1999) والمنح فاز من وزارة التربية الروسية (2006). حصل على جوائز متعددة للإنجازات الأكاديمية والعلمية له في نظرية توازن القوى مائية وديناميكية، تصميم السفن، والهيدروليكية في hydromechanics، وبناء السفن البحرية. وهو مؤلف من اثنين من الكتب في مجال الهندسة البحرية واثني عشر يعمل على أساليب التعليم في مجال تصميم البحرية.